# Bloke
Bloke (tudi Bloška planota) so obsežna skledasta planota na nadmorski višini med 700 in 800 m. Planota je skupaj z Rakitniško grudo omejena z dvema izrazitejšema dinarskima prelomnicama. Po Meliku so Bloke ostanek pliocenskega ravnika sredi pomlajenega reliefa. Slabo propustni kraški apnenec ter triasni dolomiti (na severu planote) so pogojili normalen, površinski tok voda Bloščica in Blatnica, ob katerih so mokrotna travišča in nizka barja. V bližini naselja Volčje je umetno zajezeno Bloško jezero. Vode z Blok podzemno odtekajo v Cerkniško jezero. Številni griči in nižji hrbti razdelijo planoto na dolini Bloščice in Ločice (Farovščice), ki se združita v Bloško - Farovško polje. Na planoti je 45 naselij, ki upravno sodijo pod okrilje Občine Bloke. Bloke so znane kot zibelka slovenskega smučanja, vsakoletno je organizirana prireditev smučarskih tekov. Bloška planota je bila od davnine prepredena s tovornimi potmi, ki so povezovale notranjost Kranjske in predvsem Dolenjske ter Notranjske s Hrvaško.
Bloke so dostopne z več smeri, predvsem z osrednjeslovenske in primorske smeri preko avtoceste A1 in naselja Unec preko Cerknice ter z dolenjske smeri preko Ribnice in Sodražice. Med okoliške znamenitosti sodijo bližnja Križna jama (oddaljena 5 km), Cerkniško jezero (12 km), Grad Snežnik (16 km) ter krajinski park Rakov Škocjan (20 km). Geografsko segajo Bloke tudi v območje regijskega parka Snežnik. Bloke so bile v pisnih dokumentih prvič omenjene leta 1260, osrednje naselje Nova vas pa leta 1341, sicer pa je ozemlje v 1. tisočletju pr. n. št. naseljevalo ilirsko pleme Japodi. V času rimskega imperija sta preko Blok vodili cesti od Ogleja oz. Kvarnerja proti Panonski nižini, o tem obdobju pričajo ostanki obrambnega zidu in rimskega stolpa pri vasi Benete.  